# Дом учёных (Томск)
Дом учёных — центр культурной, просветительной, научной деятельности и организации досуга учёных, преподавателей и студентов города Томска и Томской области.
Адрес: 634029, город Томск, улица Советская, дом 45.

## История
Здание Дома учёных в Томске представляет собой бывшую резиденцию Томского губернатора. Решение построить резиденцию было принято в 1887 году, в прежние времена губернаторы снимали себе жильё у томских домовладельцев. В проектировании принимали участие известные архитекторы В. В. Хабаров и П. П. Наранович.
В целом архитектурный стиль здания характеризуется как поздний ренессанс.
Строительство затянулось и было спешно закончено после того, как весной 1891 года томские власти получили известие, что через Томск проедет, возвращаясь из кругосветного путешествия, наследник престола — цесаревич Николай Александрович (Николай II). Главным организатором обустройства дома выступил Пётр Васильевич Михайлов — в ту пору городской голова Томска. Отделочные работы в стоявшем без окон и дверей доме были организованы им зимой, при постоянной топке железных печей. Из-за недостатка казенных денег им было израсходовано более 30 000 рублей собственных средств.
На случай, если цесаревич захочет показаться народу, со стороны Новособорной площади к зданию был пристроен балкон с крышей-зонтиком (впоследствии перестроенный в крыльцо). Цесаревич посетил Томск в июле 1891 года, прожил в доме губернатора два дня (5-6 июля) и с балкона дома приветствовал собравшихся горожан вечером 5 июля.
После 1917 года резиденция губернатора стала именоваться Домом свободы. В 1920-е годы в нём размещались различные органы Советской власти: президиум Томского губисполкома, президиум окружного исполнительного комитета.
В 1927 году в здании учредили Дом учёных как центр культуры и досуга научной и творческой интеллигенции. Томский Дом учёных стал первым в Сибири. В Доме удалось сохранить внутренние интерьеры здания, сохранена отреставрированная мебель конца XIX — начала XX веков.
Домом руководили: в 1947—1973 годах Н. С. Пойзнер.
С 1995 года является структурным подразделением Томского государственного университета систем управления и радиоэлектроники (ТУСУР). В июле 2005 — апреле 2006 года при поддержке Администрации Томской области и ТУСУРа был произведён капитальный ремонт Дома учёных.
В 1985 году построен Дом учёных ТНЦ СО РАН в Томском Академгородке (Дом учёных Академгородка): пр. Академический, дом 5.
Совместно с вузами и научно-исследовательскими институтами Томска Дом учёных проводит научные конференции и семинары по различным отраслям знаний, выставки достижений науки и техники, встречи научной и творческой интеллигенции с представителями органов власти и политических партий. Возобновлена работа совета Дома учёных из представителей вузов города. Работают студии и творческие коллективы, клубы по интересам, библиотека, выставочный зал, проходят «профессорские вечера», вечера отдыха, поэзии, юбилеи, театральные представления и т. д.
При Доме организован народный театр, художественный руководитель — Заслуженный артист России М. В. Дюсьметова. С 1955 по 1959 год театром руководил И. Г. Калабухов, в 1970-е годы — известный томский режиссёр С. Л. Сапожникова, на I Всесоюзном фестивале художественного творчества трудящихся (1977) со спектаклем «Физики» по Ф. Дюрренматту коллектив театра стал лауреатом.
В течение ряда лет как народный коллектив при Доме существовал ансамбль ранней (добаховской) музыки «Камерата».
Имеется кафе-ресторан «Библиотека».

## Состоявшиеся мероприятия
31 декабря 1963 года здесь выступал В. Высоцкий.
Здесь в 1967 году к знамени Томского медицинского института был прикреплён орден Трудового Красного Знамени.
Персональная выставка художника В. Мизерова (1968)
В 1979 году здесь прошёл первый премьерный показ широкому зрителю фильма «Сталкер» Андрея Тарковского.
27 апреля 2006 года в Большом зале Дома учёных в рамках VII российско-германских межправительственных переговоров в присутствии В. В. Путина и А. Меркель прошло подписание совместных документов и пресс-конференция.
10 января 2008 года юбилей скульптора Л. А. Усова
11 декабря 2009 года музыкально-драматическое представление к юбилею известного томского режиссёра, актёра и поэта Олега Афанасьева.